# Priboj (ort)
Priboj är en ort i Bosnien och Hercegovina.   Den ligger i entiteten Republika Srpska, i den östra delen av landet, 100 km nordost om huvudstaden Sarajevo. Priboj ligger 251 meter över havet och antalet invånare är 4 351.
Terrängen runt Priboj är kuperad åt sydväst, men åt nordost är den platt. Priboj ligger nere i en dal.  Närmaste större samhälle är Kalesija, 18,4 km söder om Priboj.
Omgivningarna runt Priboj är en mosaik av jordbruksmark och naturlig växtlighet. Runt Priboj är det ganska tätbefolkat, med 93 invånare per kvadratkilometer.